# Gumbaynggirr-Nationalpark
Der Gumbaynggirr-Nationalpark ist ein Nationalpark im Nordosten des australischen Bundesstaates New South Wales, rund 60 Kilometer südwestlich von Coffs Harbour und etwa 92 Kilometer östlich von Armidale.
Der Park schließt bei östlich an den New-England-Nationalpark und westlich an den Dunggir-Nationalpark an. In seinem nordwestlichen Teil entspringt der Nambucca River. Der Nationalpark ist nach dem dortigen Aboriginesstamm benannt. Auf dem Tafelland wächst Eukalyptuswald und in den Fluss- und Bachcanyons subtropischer Regenwald.